# بوزنجان
بوزنجان (بِزِنگون به گویش محلی) روستایی از توابع بخش بیضا   دارای طبیعتی بسیار دنج، پوشش گیاهی متنوع درختان بلوط و جغرافیایی استثنایی که درگذشته انواع مختلف گوزن‌ها، پلنگ ایرانی، نمونه‌های متنوع پرندگان وسایر جانداران درکوههای آن زندگی می‌کردند که بعلت شکاربی رویه درگذشته نسل گوزن‌های آن منقرض شده‌است .براساس گفته‌های قدیمیان ده درخانه‌های خود هروز شاهد دیدن گله‌های گوزن در حال چرا دردامنه کوه بوده‌اند. 
این روستا در دره ای در حصار دو کوه ،که به مرتفع‌ترین نقطهٔ کوه شمالی و در اصلاح محلی "بر آفتاب"،"چل چهار قلا(چهار کلاغ)"هست و معبر امام زاده ای با نام "شاه سفید پوش"در دامنهٔ این کوه قرار دارد .
از جنوب و در اصطلاح محلی"نصحه"به کوه‌های سرد سیری محاط هست که "تل قلعه"که قدمتش به دوران ساسانیان بر می‌گرددنیز در دامنهٔ این کوه قرار دارد، محاط شده‌است.
گفتنی ست بوزنجان به بزمگاه  بزرگان نیز شهرت داشته و در زمان ساسانیان چراه گاه یی مناسب برای سران حکومتی بوده، چنان که به نقل از برخی چوپان محلی در کوه‌های این منطقه تیرهای آهنی مخصوص کمان تیر اندازی نیز یافت شده‌است آثاری از چندین آسیاب قدیمی نشان از رونق و آبادانی این روستا درگذشته دارد.
بوزنجان به دو بخش سفلی و علیا تقسیم شده و گویش ساکنین این منطقه تاجیک و ترکی میباشد.اما مردم محله، خود را تاجیک (فارس) میدانند. قسمت سفلای آن 7 کلومترآنطرفتر و به طرف شرق علیا هست و در حدود 60 سال پیش به فرمایش حاج فرج اله خان کشکولی  ، خان  محل توسط ساکنین علیا ساخته و بخشی از ساکنین علیا بالاجبار به این بخش مهاجرت کردند. از جاهای دیدنی بوزنجان، برم جِنی، تل قلعه و به ویژه دره برم شیر است.